# Ashmore (Illinois)
Ashmore – wieś w Stanach Zjednoczonych, w stanie Illinois, w hrabstwie Coles.